# Hoffbauer-Stiftung

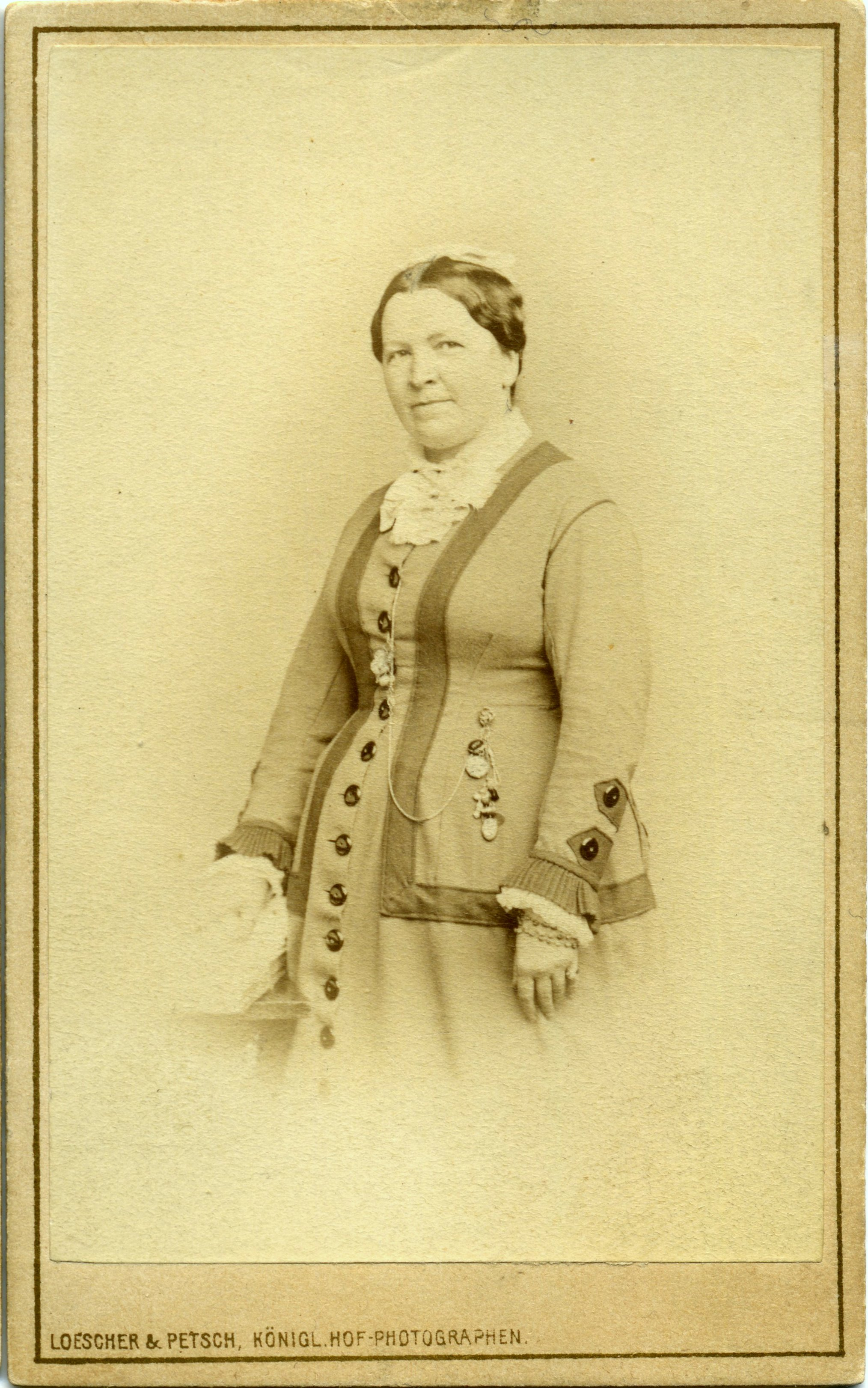
Stiftungsgründerin Clara Hoffbauer, um 1890

Die Hoffbauer-Stiftung, gegründet als die Hoffbauer-Stiftung zu Hermannswerder bei Potsdam, wurde durch notarielle Urkunde vom 14. März und 9. April 1901 von der verwitweten Clara Hoffbauer (1830–1909), geborene Becker, als rechtsfähige Stiftung im Sinne von §§ 80 ff. BGB errichtet. Eingeweiht wurde die Stiftung am 30. Juni 1901, dem Geburtstag Hermann Hoffbauers (1819–1884), des verstorbenen Ehemanns Clara Hoffbauers, der die Stiftung 1878 testamentarisch mit ihr festgeschrieben hatte. Die Stiftung wurde mit einem Vermögen von 6 Millionen Mark und mehreren Gebäuden auf dem Tornow, einer Halbinsel im Templiner See in Potsdams gegründet. In diesem Zusammenhang wurde der Tornow zu Ehren Hermann Hoffbauers in Hermannswerder umbenannt.
Hauptaktivitäten der Stiftung sind Betrieb sowie Unterhaltung von Kindertagesstätten, Grundschulen, Gymnasien und einer Jugendhilfeeinrichtung (Oase), Fachschulen und Berufsfachschulen für soziale Berufe und Altenpflegeschule, Einrichtungen zur Unterbringung, Pflege und Betreuung älterer sowie behinderter Menschen. Die Stiftung war Gesellschafter des Trägers der Hochschule Clara Hoffbauer Potsdam, der gemeinnützigen Evangelischen Hochschule Potsdam, welche zum 1. April 2024 den Lehrbetrieb auf Entscheidung der Stiftung einstellte. 
Die Stiftung eröffnete die erste evangelische Schule in den neuen Bundesländern.